# Ochotona ladacensis
A Pika-de-Ladak (Ochotona ladacensis) é um lagomorfo encontrado no Paquistão, Índia e China.